# Luton Town
Luton Town (offiziell: Luton Town Football Club, kurz: Luton Town FC oder abgekürzt LTFC) – auch bekannt als The Hatters (deutsch Die Hutmacher) – ist ein englischer Fußballverein aus Luton. Seit der Saison 2024/25 spielt der Verein in der zweitklassigen EFL Championship. Die Vereinsfarben sind Orange und Dunkelblau.

## Geschichte
Der Verein wurde 1885 als Luton Town Football Club gegründet, als Wanderers FC Luton und Excelsior FC Luton fusionierten. Bereits 1897 wurde der Verein erstmals in die Football League aufgenommen, verpasste aber 1900 die Wiederwahl durch die anderen Mitglieder der Liga. 1920 folgte dann die Rückkehr in den bezahlten Fußball.
Bis 1955 spielte der Verein unterklassig Fußball, konnte sich nach dem Aufstieg jedoch für 5 Jahre in der obersten englischen Spielklasse halten. Nach dem Abstieg 1960 folgte der Absturz bis in die Viertklassigkeit, welcher erst durch den Aufstieg in die drittklassige Third Division 1968 endgültig gebremst wurde. In den folgenden Jahren bis 1974 kämpfte sich der Verein zurück in die erstklassige First Division. Aus dieser stieg man jedoch umgehend wieder ab und hielt sich bis 1982 meist im gesicherten Mittelfeld der zweitklassigen Second Division. 1982 folgte der dritte Aufstieg in die First Division. Die Mannschaft konnte sich bis Anfang der 1990er Jahre in der ersten Liga halten. Ende der 1980er Jahre konnte der Verein seine größten Erfolge feiern, als man die Saison 1986/87 auf dem 7. Platz beendete und 1988 mit einem Finalsieg gegen Arsenal London den englischen Ligapokal gewann.
In der Saison 1991/92, der letzten Saison vor Einführung der Premier League, stieg Luton als Tabellenzwanzigster wieder in die Zweitklassigkeit ab. In der Saison 1995/96 stieg der Verein als Tabellenletzter in die Drittklassigkeit ab und in der Saison 2000/01 sogar in die Viertklassigkeit. Zwar stiegen die Hatters in der folgenden Saison direkt wieder in die dritte Liga auf und schafften in der Saison 2004/05 sogar den Aufstieg in die Football League Championship und spielten damit wieder zweitklassig. Hierauf folgte allerdings in der Saison 2006/07 der Abstieg in die Drittklassigkeit und in der darauf folgenden Saison der wiederholte Abstieg in die Viertklassigkeit als Tabellenletzter. 
Im Juli 2008 stellte Luton einen äußerst traurigen Rekord auf: wegen illegaler Finanztransaktionen in der Vergangenheit, die teilweise sogar die Existenz des Klubs bedroht hatten, belegte die Football Association den Verein mit einem Rekordpunktabzug von 30 Punkten als Bürde für die Saison 2008/09. Zunächst wurden nur zehn Punkte Abzug auferlegt, wegen Verstoßes gegen die Insolvenzbedingungen der Football League erhöhte die FA jedoch auf drastische 30 Zähler. Diese Hypothek erwies sich für die Mannschaft als zu schwer, so dass der Abstieg aus der Football League in die Conference National nicht vermieden werden konnte. Damit war der Verein erstmals seit 89 Jahren nicht mehr in der Football League vertreten.
Seither arbeiteten sich die Hatters kontinuierlich nach oben. 2014 gelang die Rückkehr in die vierte Liga, zwischen 2017 und 2019 gelang Luton der Durchmarsch in die EFL Championship. 2021/22 wurde der Aufstieg in die Premier League im Play-off-Halbfinale verpasst. Ein Jahr später gewannen die Hatters das Play-off-Finale gegen Coventry City im Elfmeterschießen, womit Luton Town nach 31 Jahren Abstinenz in die Erstklassigkeit zurückkehrte. Als Tabellenachtzehnter stiegen die Hatters in der darauffolgenden Saison wieder in die Championship ab. In der Saison 2024/25 belegte Luton Town dort den 22. Tabellenplatz, wodurch sie in die League One abstiegen.

## Spielstätte
Die Heimspiele werden seit 1905 im Kenilworth Road Stadium ausgetragen, das heute zirka 10.000 Zuschauern Platz bietet, während früher die Kapazität deutlich größer war. Der Rekordbesuch wurde am 4. März 1959 im FA Cup gegen den FC Blackpool mit 30.069 Zuschauern erreicht.

## Kader der Saison 2024/25
Stand: 22. Februar 2025
| Nr.        | Nat.                | Name                       | Geburtstag | im Verein seit | Vertrag bis |
| Tor        | Tor                 | Tor                        | Tor        | Tor            | Tor         |
| ---------- | ------------------- | -------------------------- | ---------- | -------------- | ----------- |
| 01         | England Irland      | James Shea                 | 16.06.1991 | 2017           | 2025        |
| 23         | Niederlande         | Tim Krul                   | 03.04.1988 | 2023           |             |
| 24         | Belgien Polen       | Thomas Kaminski            | 23.10.1992 | 2023           |             |
| Abwehr     |                     |                            |            |                |             |
| 02         | England Deutschland | Reuell Walters             | 16.12.2004 | 2024           |             |
| 03         | Jamaika England     | Amari’i Bell               | 05.05.1994 | 2021           |             |
| 04         | Wales               | Tom Lockyer                | 03.12.1994 | 2020           |             |
| 05         | Danemark            | Mads Andersen              | 13.09.1991 | 2023           |             |
| 06         | Irland England      | Mark McGuinness            | 05.01.2001 | 2024           |             |
| 12         | Schottland          | Kal Naismith               | 18.02.1992 | 2025           | 2025        |
| 15         | England Angola      | Teden Mengi                | 30.04.2002 | 2023           |             |
| 16         | England             | Reece Burke                | 02.09.1996 | 2021           |             |
| 27         | Japan               | Daiki Hashioka             | 17.05.1999 | 2024           |             |
| 28         | Kongo Republik      | Christ Makosso             | 09.05.2004 | 2025           | 2029        |
| 38         | England             | Joe Johnson                | 21.02.2006 | 2024           |             |
| Mittelfeld |                     |                            |            |                |             |
| 08         | Norwegen England    | Thelo Aasgaard             | 02.05.2002 | 2025           |             |
| 13         | Simbabwe            | Marvelous Nakamba          | 19.01.1994 | 2023           | 2026        |
| 18         | England             | Jordan Clark               | 22.09.1993 | 2020           |             |
| 20         | England             | Liam Walsh                 | 15.09.1997 | 2024           |             |
| 22         | Spanien Senegal     | Lamine Fanne               | 30.01.2004 | 2024           | 2029        |
| 26         | Grenada England     | Shandon Baptiste           | 08.04.1998 | 2024           |             |
| 37         | England             | Zack Nelson                | 21.04.2005 | 2024           |             |
| 45         | England             | Alfie Doughty              | 21.12.1999 | 2022           |             |
| 48         | Portugal England    | Dominic Dos Santos Martins | 13.10.2005 |                | 2025        |
| Sturm      |                     |                            |            |                |             |
| 7          | Nigeria England     | Victor Moses               | 12.12.1990 | 2024           | 2025        |
| 9          | England             | Carlton Morris             | 16.12.1995 | 2022           |             |
| 11         | England Nigeria     | Elijah Adebayo             | 07.01.1998 | 2021           |             |
| 14         | Niederlande Curaçao | Tahith Chong               | 04.12.1999 | 2023           |             |
| 19         | Schottland England  | Jacob Brown                | 10.04.1998 | 2023           | 2027        |
| 21         | Irland England      | Millenic Alli              | 06.02.2000 | 2025           |             |
| 25         | Guyana England      | Isaiah Jones               | 26.06.1999 | 2025           |             |
| 47         | England             | Josh Bowler                | 05.03.1999 | 2025           | 2025        |
|            | Norwegen            | Lasse Nordås               | 10.02.2002 | 2025           |             |

## Statistik

### Sportliche Erfolge

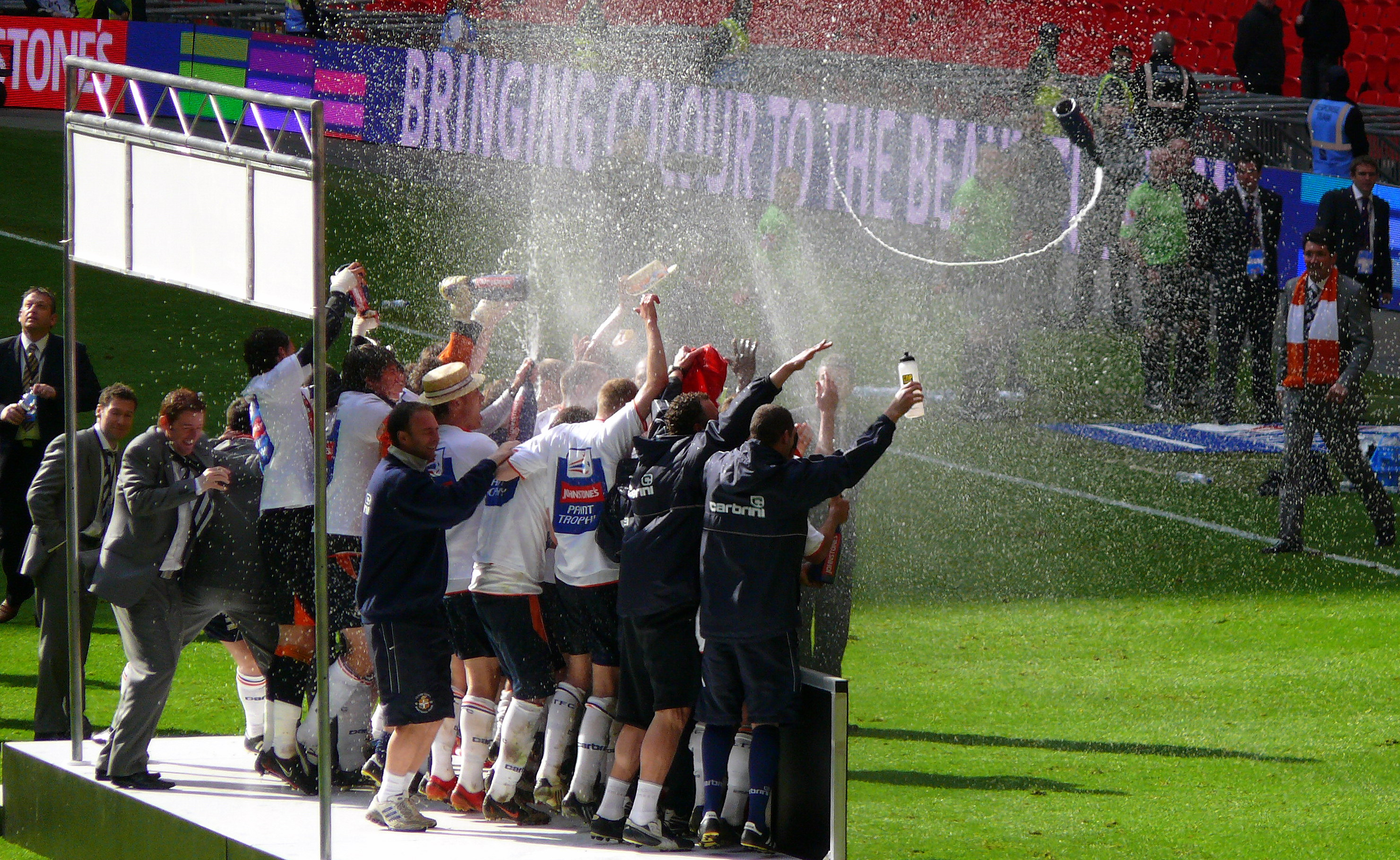
Luton Town als EFL-Pokal-Sieger

- Football League Second Division/EFL Championship
  - Meister: 1982
  - Vizemeister: 1955, 1974
  - Dritter: 2023
- Football League Third Division/EFL League One
  - Meister: 1937, 2005, 2019
  - Vizemeister: 1936, 1970
- Football League Fourth Division
  - Meister: 1968
  - Vizemeister: 2002, 2018
- Conference National
  - Meister: 2014
- FA Cup
  - Finalist: 1959
- Englischer Fußball-Ligapokal
  - Sieger: 1988
  - Finalist: 1989
- EFL-Pokal
  - Sieger: 2009

### Trainer
- Lennie Lawrence (1995–2000)
- Ricky Hill (2000)
- Lil Fuccillo (2000–2001)
- Joe Kinnear (2001–2003)
- Mike Newell (2003–2007)
- Kevin Blackwell (2007–2008)
- Mick Harford (2008–2009)
- Richard Money (2009–2011)
- Gary Brabin (2011–2012)
- Paul Buckle (2012–2013)
- John Still (2013–2015)
- Nathan Jones (2016–2019)
- Graeme Jones (2019–2020)
- Nathan Jones (2020–2022)
- Rob Edwards (2022–2025)
- Matt Bloomfield (seit 2025)

### Bekannte ehemalige Spieler
- Mal Donaghy (1978–1988, 1989–1990)
- Garry Parker (1983–1986)
- Steve Foster (1984–1989)
- David Preece (1984–1995)
- Danny Wilson (1987–1990)
- Roy Wegerle (1988–1990)
- Kelvin Davis (1994–1999)
- Andre Gray (2012–2014)

### Ligazugehörigkeit
- 1894–1896: Southern League
- 1896–1897: United League
- 1897–1900: Football League Second Division
- 1900–1920: Southern League
- 1920–1937: Football League Third Division
- 1937–1955: Football League Second Division
- 1955–1960: Football League First Division
- 1960–1963: Football League Second Division
- 1963–1965: Football League Third Division
- 1965–1968: Football League Fourth Division
- 1968–1970: Football League Third Division
- 1970–1974: Football League Second Division
- 1974–1975: Football League First Division
- 1975–1982: Football League Second Division
- 1982–1996: Football League First Division
- 1996–2001: Football League Second Division
- 2001–2002: Football League Third Division
- 2002–2004: Football League Second Division
- 2004–2005: EFL League One
- 2005–2007: Football League Championship
- 2007–2008: EFL League One
- 2008–2009: Football League Two
- 2009–2014: Conference National
- 2014–2018: Football League Two / EFL League Two
- 2018–2019: EFL League One
- 2019–2023: EFL Championship
- 2023–2024: Premier League
- 2024–2025: EFL Championship
- seit 2025: EFL League One